# Fransèches
Fransèches település Franciaországban, Creuse megyében. Lakosainak száma 241 fő (2022. január 1.). Fransèches Ahun, Ars, Chamberaud, Le Donzeil, Saint-Avit-le-Pauvre, Saint-Martial-le-Mont és Saint-Sulpice-les-Champs községekkel határos.

## Népesség
A település népességének változása:
| Lakosok száma | 341  | 248  | 239  | 244  | 247  | 242  | 242  | 244  | 243  | 241  |
|               | 1968 | 1982 | 1990 | 2006 | 2013 | 2015 | 2017 | 2019 | 2020 | 2022 |